# Петрушки (Черкасская область)
Петру́шки (укр. Петрушки) — село в Корсунь-Шевченковском районе Черкасской области Украины.
Население по переписи 2001 года составляло 452 человека. Почтовый индекс — 19434. Телефонный код — 4735.

## Местный совет
19434, Черкасская обл., Корсунь-Шевченковский р-н, с. Петрушки